# Marracash
Fabio Bartolo Rizzo (Nicosia, 22 de mayo de 1979), más conocido profesionalmente como Marracash, es un rapero y productor discográfico italiano, componente de la Dogo Gang del Club Dogo.

## Biografía
Es un joven MC de origen siciliano que vive actualmente en el barrio popular de Barona. En 1998 comienza a frecuentar el Muretto, convirtiéndose en uno de los artistas destacados del hip-hop milanés. Pronto destaca por su talento, que no pasa desapercibido por el lirismo y las rimas. 
Dentro de la Dogo Gang participa en Regular, LP de Don Joevanni y Grand Agent, y en Hashishinz Sound Vol.1, de Guè Pequeno y Deleterio. En 2005 aparece su sencillo Popolare, producido con Don Joe; posteriormente participa en el LP Roccia Music, con la Dogo Gang y otros artistas invitados como: Inoki, Co'Sang, Fuossera, FatFatCorFunk, Rischio, Gora, Dj Shablo, Thug Team, Misa y Royal Mehdi. También colabora en Struggle Music (Dj Shocca y Frank Siciliano) con el tema Con i soldi in testa. 
El 13 de junio de 2008 aparece su primer disco solista publicado por Universal, bajo el título Marracash. Las bases del disco son todas producidas por Don Joe y Deleterio (Dogo Gang), cuenta con Guè Pequeno y J-Ax como invitados en el tema Fatorre Wow!, con Vincenzo da Via Anfossi y Jake La Furia en Bacia La Mano y con los napolitanos Co'Sang en Triste ma vero. De este disco se extraen dos sencillos: Badabum Cha Cha y Estate in città. 
El 24 de octubre aparece su sencillo Non Confondermi, producido por Deleterio e ironiza con este tema la dificultad de la gente de recordar su nombre. En el video del sencillo aparece brevemente Fabri Fibra y Pino dei palazzi, que ya cita en el primer sencillo Badabum Cha Cha.
En febrero de 2009 estrena su cuarto sencillo Tutto Questo, realizado en Marruecos (Marrakech).
En 2015 colabora con el nuevo rapero Sfera Ebbasta (rapero), contribuyendo a hacerlo famoso.

## Discografía
Solista
- Marracash (2008)
- Fino a qui tutto bene (2010)
- King del rap (2011)
- Status (2015)

Con Gué Pequeno
- Santéria (2016)

Con la Dogo Gang
- PMC VS Club Dogo The Official Mixtape (2004)
- Roccia Music (2005)
- Benvenuti nella giungla (2008)

Sencillo
- Badabum Cha Cha
- Estate in città
- Non Confondermi
- Tutto Questo
- Popolare
- Come la (The Bloody Beetroots feat. Marracash)
- Stupido
- Rivincita (feat. Giusy Ferreri)
- King del rap
- Didinò
- Sabbie mobili
- Noi siamo il club (Club Dogo feat. Marracash)
- Giusto un giro (feat. Emis Killa)
- Se il mondo fosse (Feat. Emis Killa, Club Dogo e J-Ax)
- La tipa del tipo (Feat. Tayone)
- Come ieri (Giuliano Palma feat. Marracash)
- Status
- In Radio
- Nella macchina (Feat. Neffa)
- Vita da star RMX/Playboy (Feat. Fabri Fibra)
- Senza un posto nel mondo (Feat. Tiziano Ferro)
- Catatonica
- Niente canzoni d'amore (Feat. Federica Abbate)
- Nulla accade (Feat. Gué Pequeno)
- Akuma the Best
- F.A.K.E. (Feat. Don Joe, Jake La Furia)
- Margarita (Feat. Elodie)